# روژه پیرفیت
روژه پیرفیت (به فرانسوی: Roger Peyrefitte) نویسنده و دیپلمات قرن بیستم میلادی اهل فرانسه است.